# Jasper County (Georgia)
Jasper County is een county in de Amerikaanse staat Georgia.
De county heeft een landoppervlakte van 959 km² en telt 11.426 inwoners (volkstelling 2000). De hoofdplaats is Monticello.